# Lánská akce
Lánská akce byl plán celostátního organizovaného náboru pracovních sil, především mládeže pro učební obory těžkého průmyslu. Akci vyhlásil v červenci roku 1949 prezident Klement Gottwald na setkání s hornickými učni na zámku v Lánech, po kterém nese akce jméno.
Lánská akce reagovala na tehdejší nárůst těžkého průmyslu a orientace na něj a byla vyhlášena kvůli zajištění přísunu pracovníků především do hornictví a hutnictví. Zahrnovala nejen samotný nábor, ale později probíhala v jejím rámci i výstavba učilišť a hornických domovů (internátů). Nábor se týkal nejen učňů, ale i sezónních brigádníků, a zahrnoval také získání ženských pracovnic – hornic nebo zednic. Do akce byly zapojeny školy, byl proveden průzkum nezaměstnaných, kterým byly v případě odmítnutí odebrány potravinové lístky.
Lánská akce se projevila rovněž v náboru brigádníků do zemědělství – pro státní statky a JZD, ať už se jednalo o výstavbu hospodářských objektů nebo sklizeň.
Dne 12. 4. 1951 vydala Československá pošta u příležitosti zahájení plánu dvě poštovní známky Lánská akce – nábor učňů pro hornictví a hutnictví (1,50 Kčs – šedá a 3 Kčs fialovohnědá).